# Félix Carvallo Martínez
Félix Carvallo Martínez (Olivenza, Badajoz España; 6 de enero de 1968) es un exfutbolista y entrenador español. Durante su etapa de futbolista era conocido como Félix, jugaba como defensa central y desarrolló la mayor parte de su carrera en el CF Extremadura. 
Es el tercer jugador con más partidos  oficiales disputados en la historia del Club de Fútbol Extremadura, al menos en 2.ªB, 2.ª y 1.ª división.

## Trayectoria

### Como jugador
Inició su carrera en el juvenil del juvenil del colegio Salesianos y el Olivenza Club Polideportivo de su localidad natal, con el que llegó jugar en Tercera División con sólo 15 años. En 1986 ingresó en el CF Extremadura, donde vivió el meteórico ascenso del modesto club de Almendralejo, que en seis años subió tres categorías, pasando de la Tercera a la Primera División. 
Su debut en la máxima categoría tuvo lugar el 29 de septiembre de 1996, en un partido ante el RCD Español que su equipo perdió por 5 a 1. Esa temporada, que terminó con el descenso, Félix tuvo poca presencia en el equipo debido a una lesión de rodilla, jugando once partidos de titular y 5 de suplente.
La siguiente campaña recuperó la titularidad, contribuyendo a un nuevo ascenso a la élite del Extremadura. En este nuevo periplo por la Primera División su peso en el equipo fue mayor (35 partidos y 2 goles) aunque, de nuevo, la temporada terminó en el descenso tras perder en la promoción de permanencia. 
Félix siguió vinculado al Extremadura tres años más, en Segunda División, hasta que el equipo perdió la categoría la temporada 2001/02. Tras 16 campañas, abandonó Almendralejo.
Las siguientes tres temporadas fichó por el Levante U. D., para poder seguir jugando en Segunda, en las filas del Levante UD. Con el equipo valenciano se proclamó campeón de la categoría de plata en 2004, logrando el ascenso a Primera.
La temporada siguiente en Primera División, fue la última como jugador en activo, ya que a mitad de temporada decidió retirarse por la puerta grande en Primera.

### Como entrenador
Poco después de colgar las botas, asumió la dirección técnica del Juvenil A levantinista, en la División de Honor, logrando el objetivo de salvar la categoría. La temporada 2006/07 pasó al banquillo del primer equipo femenino del Levante. Con el que consiguió una Liga y una Copa en dos temporadas, por motivos personales decidió no continuar para la temporada siguiente 2008/09.
La temporada 2010-11, fichó en el Ribarroja C.F.,a falta de 8 partidos para la conclusión del campeonato de Tercera División Grupo VI con el objetivo de salvar la categoría, que finalmente se consiguió.
La temporada 2011-12, fichó en UD Juventud Barrio del Cristo también de Tercera División Grupo VI, con el que no terminaría la temporada por problemas económicos.
En 2017, se marcha a Catar para formar parte de la estructura del Al Alhi.
El 18 de julio de 2022, firma como segundo entrenador de Rubén Torrecilla González en el CD Castellón de Primera Federación.
El 8 de julio de 2023, firma como segundo entrenador de Rubén Torrecilla González en el Hércules CF de Primera Federación, en el que trabaja hasta febrero de 2024.

## Clubes
| Club           | País   | Año       |
| -------------- | ------ | --------- |
| CF Extremadura | España | 1986-2002 |
| Levante UD     | España | 2002-2005 |

### Como entrenador
| Club                          | País   | Año       |
| ----------------------------- | ------ | --------- |
| Levante UD Juvenil            | España | 2005-2006 |
| Ribarroja CF                  | España | 2010-2011 |
| Juventud Barrio Cristo        | España | 2011-2012 |
| CD Castellón (2.º Entrenador) | España | 2022-2023 |
| Hércules CF (2.º Entrenador)  | España | 2023-2024 |

## Palmarés

### Como jugador
| Título                   | Club       | País   | Año  |
| ------------------------ | ---------- | ------ | ---- |
| Liga de Segunda División | Levante UD | España | 2004 |

### Como entrenador
| Título           | Club                | País   | Año  |
| ---------------- | ------------------- | ------ | ---- |
| Copa de la Reina | Levante UD Femenino | España | 2007 |
| Superliga        | Levante UD Femenino | España | 2008 |